# Anton Leidl
Anton Leidl (* 13. Mai 1900 in Frankfurt am Main; † 16. Mai 1976 in München) war ein deutscher Maler, Grafiker und Karikaturist.

## Leben und Werk
Leidl war der Sohn der Eggenfeldener Heimatschriftstellerin Lina Leidl. Er ließ sich zunächst in Montabaur zum Lehrer ausbilden und studierte dann ab dem Sommersemester 1922 bis 1928 an der Akademie der bildenden Künste in München bei Adolf Hengeler und Martin von Feuerstein Malerei.
Ab 1927 wurden seine Werke regelmäßig in München ausgestellt, auch im Glaspalast, wo er beim Brand des Gebäudes 1931 drei Gemälde und vier Tuschezeichnungen verlor. Zwischen 1923 und 1935 wurden seine Werke bei der Galerie Heinemann gehandelt; dort zeigte er 1932 im Rahmen einer Kollektivausstellung 30 Werke. Im selben Jahr erhielt er für das Werk Mainfeld den Dürer-Preis der Stadt Nürnberg. 1933 erhielt Leidl das Reisestipendium der Stadt München für Rom und Florenz, wohin er mehrere Malreisen unternahm. Seine naturalistisch gehaltenen Werke, die meist Stadtansichten oder Landschaften und ihre Details zeigten, waren farbkräftig und fokussiert. Auch im Spätwerk hielt er an diesem inzwischen unmodern gewordenen Stil fest.
Zwischen 1926 und 1932 konnte er 15 Zeichnungen im Simplicissimus veröffentlichen; er arbeitete auch für die Fliegenden Blätter und die Jugend, wo eine Zeit lang jede Woche eine großformatige Zeichnung von ihm erschien. 1932 nahm er an der Internationalen Karikaturenausstellung in Wien teil.
Zur Zeit des Nationalsozialismus konnte er weiter ausstellen. Er war Mitglied der Münchner Künstlergenossenschaft (MKG) und ab 1934 in deren Vorstand tätig. Seit Ende der 1920er Jahre war er in der Jury der Glaspalast-Ausstellungen tätig, nach dem Brand des Gebäudes 1931 jurierte er die Jahresausstellung der MKG.
1934 wurden 16 Werke von ihm in Bremen gezeigt, 1941 waren Werke von ihm in der Städtischen Galerie in Nürnberg zu sehen. Im selben Jahr stellte er im Städtischen Museum Trier 58 Ölgemälde und 17 Zeichnungen bzw. Aquarelle aus, 1942 wurde er beim Kunstverein Leipzig gezeigt.
Leidl stellte auf der Propaganda-Schau „Die Straßen Adolf Hitlers in der Kunst“ aus und war zwischen 1940 und 1944 mit acht Werken auf der Großen Deutschen Kunstausstellung vertreten. Für einige Kasernen und Bauten von Wehrmacht und Luftwaffe schuf er in den 1930er Jahren Wandfresken, ebenso wie Werke für Schiffseinrichtungen. 1943 wurde sein Atelier in München ausgebombt, wonach er nach Tutzing am Starnberger See zog, wo er bis zu seinem Lebensende wohnte.
Nach dem Ende der NS-Zeit konnte er weiter ausstellen. So war er z. B. 1946 bei der „Allgemeinen Deutschen Kunstausstellung“ in Dresden vertreten, einer der ersten großen Ausstellungen zeitgenössischer Künstler in der sowjetischen Besatzungszone. 1947 waren Leidls Werke in Bielefeld zu sehen, 1952 in Köln. Laut einem Artikel der Weltkunst besaßen zu diesem Zeitpunkt „elf der namhaftesten staatlichen und städtischen Museen Deutschlands“ Bilder von ihm.
Leidl wurde 1948 erneut Mitglied der neugegründeten MKG, des Münchener Künstlerbunds sowie der Münchener Secession. Mit dieser nahm er ab 1950 an den Großen Kunstausstellungen im Haus der Kunst teil; 1958 verließ er die Secession.
1954 unternahm er eine Malreise nach Südamerika; seine Erlebnisse hielt er im Büchlein Die lustige Halbwelt-Fahrt fest, das 1956 erschien (79 S.). In den 1950er Jahren war er in München, Mannheim, Köln und Pforzheim zu sehen, in den 1960er Jahren in Hameln, Mühlheim, Nürnberg, Bremen und Erlangen. Leidl blieb zeit seines Lebens unverheiratet und starb 1976.
Die Bayerischen Staatsgemäldesammlungen besitzen neun Werke des Künstlers. Ein Teil des schriftlichen Nachlasses befindet sich im Deutschen Kunstarchiv Nürnberg. Ausführliche kunsthistorische Forschung zum Maler liegt nicht vor.